# ケークサレ

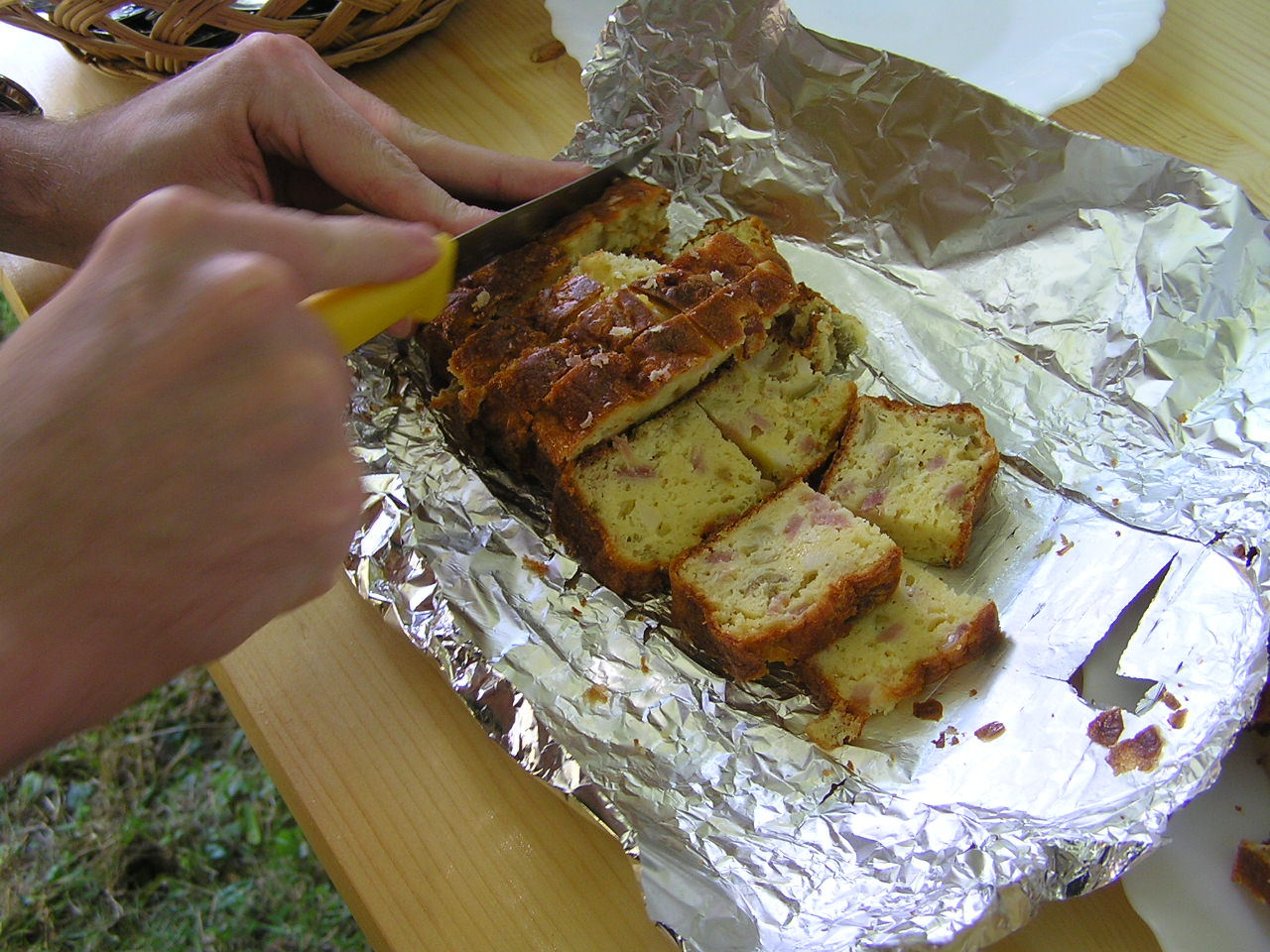
ケークサレ

ケークサレ（仏: cake salé）は、甘くない惣菜系のケーキ。フランス語で「塩味のケーキ」の意である。

## 概要
フランス料理の一種で、砂糖を入れない生地に、肉、魚介類、野菜、チーズなどを混ぜて焼き上げたケーキ。キッシュに近い。